# 보성 계산리 삼층석탑
보성 계산리 삼층석탑(寶城 桂山里 三層石塔)은 대한민국 전라남도 보성군 복내면 계산리에 있는 삼층석탑이다. 1986년 9월 29일 전라남도의 문화재자료 제133호로 지정되었다.

## 개요
전체의 무게를 지탱하는 기단(基壇)을 2층으로 두고, 3층의 탑신(塔身)을 올린 모습의 탑이다. 원래는 기단(基壇)의 일부가 없어지고, 탑신의 3층 몸돌과 지붕돌이 각각 따로 떨어져 흩어져 있었는데, 1989년 탑을 해체하면서 모두 수습하여 복원해 놓았다.
아래층 기단은 네 개의 돌을 바둑판처럼 짜서 이루게 하였으며, 4면의 모서리와 가운데에 기둥 모양을 본 떠 새겼다. 위층 기단은 4장의 돌을 사방에 세워 면을 이루게 하고, 각 모서리마다 별도의 돌로 다듬은 기둥을 세워 두었는데, 원래의 것이 없어져 새로이 만들어 끼워 넣었다. 탑신부의 세 몸돌은 모서리에 기둥 모양을 새겼고, 위층으로 올라 갈수록 적당히 줄어들고 있는데, 약간 높아 보이는 인상을 준다. 대체로 얇고 평평해 보이는 지붕돌은 밑면에 3단씩의 받침을 두었고, 윗면의 네 모서리선이 뚜렷하게 표현되어 있다. 처마의 곡선 또한 가볍게 처리되어 네 귀퉁이가 살짝 들려있다.
위층 기단의 가운데기둥 조각이 생략된 점이나, 지붕돌의 받침이 3단인 점 등으로 보아, 고려시대에 세운 탑으로 추측된다. 특히 눈길을 끄는 것은 위층 기단의 모서리기둥을 따로 세운 것, 탑신의 몸돌에 새긴 기둥 모양의 조각이 희미하게 배흘림 양식을 하고 있는 점 등인데, 이처럼 곳곳에서 백제탑 양식이 나타나고 있어, 이 지역이 옛 백제땅의 한 영역이었음을 다시금 확인시켜준다.

## 참고 문헌
- 보성계산리삼층석탑 - 국가유산청 국가유산포털